# Burghaslach
Burghaslach är en köping (Markt) i Landkreis Neustadt an der Aisch-Bad Windsheim i Regierungsbezirk Mittelfranken i förbundslandet Bayern i Tyskland.  Kommunen är indelad i 16 distrikt. 

## Historia och kultur

### Historia
Burghaslach omnämns först 1136, men orten grundlades förmodligen redan omkring år 800. Från år 1806 ingick Burghaslach i konungarikeet Bayern.

### Politik
Sedan valet 2002 är Hermann Wehr borgmästare i staden. Han omvaldes senare år 2008.

### Vänorter
Burghaslachs vänort är Przywidz i Polen. Den 23 till 26 september 2010 besökte en grupp från Burghaslach, med bland andra Hermann Wehr, Przywidzen.